# Публий Палфурий
Публий Палфурий (на латински: Publius Palfurius) e политик и сенатор на Римската империя.
През септември и октомври 55 г. Палфурий е суфектконсул след Марк Требелий Максим заедно със Сенека.След тях тази длъжност имат през ноември и декември Гней Корнелий Лентул Гетулик и Тит Куртилий Манциа.
Неговият син Марк Палфурий Сура е оратор и философ-стоик по времето на Веспасиан.